# ASKİ SK
Le ASKİ (tr) SK est un club de handball turc domicilié à Ankara et évoluant au plus haut niveau dans son championnat. 

## Palmarès
Compétitions nationales
- Championnat de Turquie (6) : 1998, 2000, 2001, 2002, 2003, 2004